# オリーヴ山上のキリスト
『オリーヴ山上のキリスト』（Christus am Ölberge）作品85は、ベートーヴェンが1803年に作曲したオラトリオ。『かんらん山上のキリスト』、『橄欖山のキリスト』とも訳される。
オリーヴ山上でのキリストのエホバへの祈りとその受難（彼が捕縛される場面）を描いたものである。

## 作曲の経緯
このオラトリオの成立に関する詳しい過程については知られていないが、作曲時期は1803年の3月頃に着手したとされ、かなりの速筆で完成させたといわれる。これにはベートーヴェンがウィーン楽友協会に宛てて書いた手紙（1824年付）の中で、わずか2週間で（あるいは14日間とも）書き上げていると言及している。またこれ以外にベートーヴェンが「わずか数週間を要した」という言葉も残している。
ベートーヴェンはこのオラトリオのテキストを聖書から引用せず、当時オペラの台本作家としてウィーンで広く知られていた詩人のフランツ・クサヴァー・フーバー（Franz Xaver Huber, 1760年 - 1810年）と共同で作成している。

### 初演とその後
初演は同年の4月5日、ウィーンのアン・デア・ウィーン劇場で、ベートーヴェンの自作の演奏会の一環として行われた。この演奏会では交響曲第1番と第2番、ピアノ協奏曲第3番が初演されている。しかし大きな成功を収め、好評を博した作品は『オリーヴ山上のキリスト』であった。

だがその一部では、作品の形式が極端に技巧を凝らし過ぎていること、歌唱パートの表現性が部分的に欠けているなどといった批判も見られている。初演時の批評が以下の通りである。
「確かにオラトリオには美しい1節が幾分か見られた。しかし作品全体としてはあまりに長く、構成は作為的である。歌唱声部は特に表現力に欠ける」（フライミューティゲ誌より）
秘書のシンドラーによれば、ベートーヴェン自身「キリストの声部を新しい声楽様式で処理することは誤りであった」と考えていたようであった。実際このオラトリオは1811年10月にブライトコプフ・ウント・ヘルテル社から出版されているが、出版される前の1804年に改訂を施している。
この初演以降、オラトリオは3回に亘って再演されており、1825年に行われた際に、ベートーヴェンの会話帳の中で「再演の度に満員の盛況」と記述されており、初演時がかなり反響が大きかったことが窺える。しかしこのオラトリオが現在演奏される機会は極端に少ない。

## 編成
- 木管楽器:フルート2、オーボエ2、クラリネット2、ファゴット2
- 金管楽器:ホルン2、トランペット2、トロンボーン3
- 打楽器:ティンパニ
- 弦楽器:弦五部
- ソプラノ独唱:天使、テノール独唱:イエス、バス独唱:ペトロ、合唱:混声4部合唱

## 構成
全体は6曲から構成されるが、独唱や重唱、合唱などを細かく分ければ15の部分に分けることもできる。演奏時間は約60分。
- 第1曲 序奏 - レチタティーヴォ - アリア
- 第2曲 レチタティーヴォ - アリア - 天使の合唱
- 第3曲 レチタティーヴォ - 二重唱
- 第4曲 レチタティーヴォ - 兵士の合唱
- 第5曲 レチタティーヴォ - 兵士と使徒の合唱
- 第6曲 レチタティーヴォ - 三重唱 - 天使の合唱

## 録音
| 指揮者                   | 管弦楽団・合唱団                                                              | ソリスト                                                                                                  | 録音年 | レーベル               |
| ------------------------ | ----------------------------------------------------------------------------- | --- | ------ | ---------------------- |
| ヘルマン・シェルヘン     | ウィーン国立歌劇場管弦楽団 ウィーンアカデミー合唱団                           | Jan Peerce マリア・シュターダー Otto Wiener                                                               | 1962   | ウェストミンスター     |
| ユージン・オーマンディ   | フィラデルフィア管弦楽団 テンプル大学合唱団（合唱指揮:ロバート・E・ペイジ）   | ジュディス・ラスキン(ソプラノ/天使) リチャード・ルイス(テノール/イエス) ハーバート・ビーティ(バス/ペトロ) | 1963   | CBS/SONY               |
| ヘルムート・コッホ       | ベルリン放送交響楽団 ベルリン放送大合唱団                                     | シルヴィア・ゲステイ ヨセフ・レティ ヘルマン・クリスティアン・ポルスター                                  | 1970   | DENON                  |
| セルジュ・ボド           | リヨン国立管弦楽団・合唱団                                                    | James Anderson Monica Pick-Hieronimi Victor van Halem                                                     | 1992   | ハルモニア・ムンディ   |
| ヘルムート・リリング     | バッハ・コレギウム・シュトュットガルト シュトュットガルト・ゲッヒンゲン聖歌隊 | Michael Brodard Maria Venuti Keith Lewis                                                                  | 2000   | ヘンスラー・クラシック |
| ケント・ナガノ           | ベルリン・ドイツ交響楽団 ベルリン放送合唱団                                   | ルーバ・オルゴナソヴァ プラシド・ドミンゴ アンドレアス・シュミット                                        | 2002   | ハルモニア・ムンディ   |
| フィリップ・ヘレヴェッヘ | シャンゼリゼ管弦楽団 コレギウム・ヴォカーレ・ヘント                           | セバスティアン・コールヘップ エレノア・ライオンズ トーマス・バウアー                                      | 2022   | Outhere Music          |

## 参考資料
- 『最新名曲解説ライブラリー3 ベートーヴェン』（音楽之友社）
- 『声楽曲鑑賞辞典』（東京堂出版）
- ヘルムート・コッホ指揮、ベルリン放送交響楽団、同放送大合唱団のCDの解説書